# Пантилимон, Костел
Костел Фане Пантилимон (рум. Costel Pantilimon; 1 февраля 1987, Бакэу, Румыния) — румынский футболист, вратарь. Выступал за национальную сборную Румынии.

## Клубная карьера
Начинал карьеру в родном городе в клубе «Аэростар Бакэу», откуда в январе 2006 года в 18-летнем возрасте за 250 тысяч евро перешёл в «Политехнику Тимишоару», где рассматривался в качестве запасного голкипера, не проведя в первом сезоне за новый клуб ни одного матча. В сезоне 2007/08 Пантилимон сыграл 4 полных матча и один раз вышел на замену в начале второго тайма в национальном чемпионате Румынии. В 5 сыгранных матчах он пропустил всего 2 мяча, что позволило ему в сезоне 2008/09 стать основным вратарем клуба, принять участие в Кубке УЕФА и получить вызов в сборную Румынии. В следующем сезоне Пантилимон провел в национальной лиге на 10 матчей меньше, чем в предыдущем, однако дебютировал в квалификации к Лиге чемпионов, из 4-х матчей два отыграв на ноль. Также провел 5 из 6 матчей в групповой стадии Лиги Европы. В сезоне 2010/11 сыграл 26 матчей в национальной лиге и 3 матча в квалификации Лиги Европы, два из которых были против «Манчестер Сити», куда Пантилимон и перешёл в начале августа 2011 года на правах годичной аренды. По слухам, вратарем сборной Румынии интересовались лондонский «Арсенал» и миланский «Интер», но «горожане» предложили лучшие условия соглашения.
16 июня 2014 года на правах свободного агента перешёл в «Сандерленд». После двух лет в «Сандерленде» Пантилимон на правах свободного агента перешёл в клуб «Уотфорд».
1 сентября 2017 года Пантилимона арендовал «Депортиво», который зимой 2018 года вернул вратаря «Уотфорду». После этого Костел до конца сезона 2017/18 перешёл в «Ноттингем Форест».

## Достижения
Манчестер Сити
- Обладатель Суперкубка Англии: 2012
- Обладатель Кубка Английской Лиги: 2014
- Чемпион Премьер-лиги: 2013/14

## Статистика
| Выступление      | Выступление      | Выступление      | Лига | Лига | Кубки | Кубки | Еврокубки | Еврокубки | Прочее | Прочее | Итого | Итого |
| Клуб             | Лига             | Сезон            | Игры | Голы | Игры  | Голы  | Игры      | Голы      | Игры   | Голы   | Игры  | Голы  |
| ---------------- | ---------------- | ---------------- | ---- | ---- | ----- | ----- | --------- | --------- | ------ | ------ | ----- | ----- |
| Тимишоара        | Лига I           | 2008/09          | 31   | -32  | 0     | 0     | 0         | 0         | 0      | 0      | 31    | -32   |
| Тимишоара        | Лига I           | 2009/10          | 21   | -15  | 0     | 0     | 9         | -12       | 0      | 0      | 30    | -27   |
| Тимишоара        | Лига I           | 2010/11          | 28   | -32  | 0     | 0     | 3         | -4        | 0      | 0      | 31    | -36   |
| Тимишоара        | Итого            | Итого            | 80   | -79  | 0     | 0     | 12        | -16       | 0      | 0      | 92    | -95   |
| Манчестер Сити   | Премьер-лига     | 2011/12          | 0    | 0    | 4     | -5    | 0         | 0         | 0      | 0      | 4     | -5    |
| Манчестер Сити   | Премьер-лига     | 2012/13          | 0    | 0    | 6     | -5    | 0         | 0         | 1      | -2     | 7     | -7    |
| Манчестер Сити   | Премьер-лига     | 2013/14          | 7    | -7   | 2     | -0    | 1         | -2        | 4      | -5     | 14    | -14   |
| Манчестер Сити   | Итого            | Итого            | 7    | -7   | 12    | -10   | 1         | -2        | 5      | -7     | 25    | -26   |
| Всего за карьеру | Всего за карьеру | Всего за карьеру | 87   | -86  | 12    | -10   | 13        | -18       | 5      | -7     | 117   | -121  |